# Kecamatan Tambora (distrikt i Indonesien, Nusa Tenggara Barat)
Kecamatan Tambora är ett distrikt i Indonesien.   Det ligger i provinsen Nusa Tenggara Barat, i den centrala delen av landet, 1 200 km öster om huvudstaden Jakarta.